# جودی تزوکه
جودی تزوک (‎/zuːk/‎ ZOOK؛ زاده شده جودی مایرز، ۳ آوریل ۱۹۵۶) یک خواننده و ترانه‌سرای انگلیسی است. او بیشتر به خاطر آهنگ ۱۹۷۹ش با نام «تا سپیده دم با من بمان» که به رتبه ۱۶ جدول تک آهنگ‌های بریتانیا رسید، شناخته می‌شود.
خانواده تزوکه در دهه ۱۹۲۰ از لهستان به انگلستان نقل مکان کردند و مانند سایر خانواده‌های یهودی اروپای شرقی نام خانوادگی خود را از تزوکه به مایرز تغییر دادند. مادرش، ژان سیلورساید، یک هنرپیشه تلویزیونی بود و پدرش، سفتون مایرز، یک توسعه‌دهنده املاک موفق بود که هنرمندان و خوانندگانی را نیز مدیریت می‌کرد — به ویژه اندرو لوید وبر و تیم رایس در طول نوشتن عیسی مسیح سوپراستار. تزوکه نام خانوادگی اصلی را ترجیح داد، شروع به استفاده از آن در مدرسه کرد و بنابراین، هنگامی که تزوکه حرفه خوانندگی خود را آغاز کرد، از آن به عنوان نام هنری خود استفاده کرد.